# قراف أزرق
القُراف الأزرق (باللاتينية: Felicia amelloides) نبات حولي شتوي من القراف وفصيلة نجمية ويزرع في المتنزهات والحدائق بصناديق وأواني وسلال معلقة وهو مقاوم للجفاق والرياح.